# Yússuf (nom)
Yússuf és un nom masculí àrab (àrab: يوسف, Yūsuf) que es correspon amb el català Josep, que l'àrab pren directament de l'hebreu: יוֹסֵף, Yôsēp‎. Si bé Yússuf és la transcripció normativa en català del nom en àrab clàssic, també se'l pot trobar transcrit Yusuf, Yussouf, Yusef, Youssef... Com a nom del fill del patriarca Jacob és un nom força usual entre els àrabs jueus, així com entre els àrabs cristians —per als quals també és el nom de Josep, espòs de la Verge Maria—, de la mateixa manera que, com a nom d'un dels principals profetes de l'islam, és dut per molts musulmans, arabòfons o no; aquests darrers l'han adaptat a les característiques fòniques i gràfiques de la seva llengua: albanès: Jusuf; àzeri: Yusif; català medieval: Jucef; somali: Yuusuf; turc: Yusuf; uzbek: Yusuf.
Vegeu aquí personatges i llocs que duen aquest nom.